# Luci Calpurni Pisó (cònsol any 1)
Luci Calpurni Pisó (llatí: Lucius Calpurnius Piso) va ser un magistrat romà. Formava part de la gens Calpúrnia i era de la branca dels Pisons, una família romana molt influent i antiga, d'origen plebeu. Segurament era fill de Gneu Calpurni Pisó, cònsol l'any 23 aC, i germà de Gneu Calpurni Pisó, cònsol l'any 7 aC, governador de Síria i enfrontat a Germànic.
Va ser primer àugur i, segons Dió Cassi, va ser cònsol l'any 1, juntament amb Cos Corneli Lèntul Getúlic. En algun moment entre l'any 5 i l'any 12 va ser procònsol de la província romana d'Àsia. L'any 20 va ser un dels defensors del seu germà Gneu Calpurni, acusat de l'assassinat de Germànic. Al final de la seva vida, Tiberi, que no va perdonar mai ningú que li fos sospitós, va ordenar a Quint Verani que l'acusés del crim de lesa majestat i de voler utilitzar verins per matar l'emperador. Va morir, però, al cap de poc temps de mort natural.
Estava casat amb Estatília, filla del general Estatili Taure, amb qui va tenir una filla, Calpúrnia.